# Сихимбаев, Канат Салимжанович
Канат Салимжанович Сихимбаев (род. 18 сентября 1973) — казахстанский боксёр-профессионал, чемпион Паназиатской боксерской ассоциации (1997—1998) во втором полулёгком весе, тренер по боксу, заслуженный тренер Республики Казахстан.

## Карьера
Представитель рода Дулат-Ботпай-Коралас.
Свой первый бой на профессиональной арене провёл 17 апреля 1993 года, в котором проиграл по очкам украинцу Андрею Синепупову.
12 апреля 1997 года завоевал вакантный пояс чемпиона Паназиатской боксерской ассоциации (PABA), которым владел до 26 марта 1998 года.
Также в послужном списке Сихимбаева есть два проигранных поединка, проведённые в 1999 и 2000 годах, в которых его соперником был таиландец Йодсанан Сор Нантачай.
Последний свой поединок провёл 30 июня 2001 года против россиянина Саяна Санчата, в котором проиграл раздельным решением судей. 
После окончания профессиональной карьеры стал тренером по боксу. В 2003 году уехал в Эквадор, где тренировал сборную города Ибарра среди любителей. В 2004 году вернулся в Казахстан и в этом же году организовал в Алма-Ате дворовый клуб «Карасу», в котором продолжил свою тренерскую деятельность.
Вместе со своим младшим братом-близнецом Муратом Сихимбаевым подготовил чемпиона мира 2013 года Жанибека Алимханулы.
Спортсмен включался в топ-10 самых успешных боксёров Казахстана.